# FEENAA
FEENAA（フィーナー）は、日本の漫画家。成人向け漫画を執筆している。

## 概要
「FEENA」名義で1997年頃デビュー。『COMICオレンジクラブ』（雄出版）にて長く主力作家として活躍したのち、2003年よりコアマガジンに移籍し、2004年7月より本PNに変更。現在では「桜娘」名義で『COMIC天魔』（茜新社）等で活動している。

## 作品リスト

### 単行本
- ドキドキしましょ!（1998年3月31日 東京三世社）
- ばーじん☆キス（1999年1月15日 富士美出版）
- 禁じられたお遊び（2000年4月1日 雄出版）
- 愛うえおバディ（2001年4月1日 雄出版）
- 媚乳マニア（2002年4月1日 雄出版）
- 女の子の秘密（2003年4月20日 富士美出版）
- 羞恥快楽（2007年2月19日 コアマガジン）
- ふたなり姫騎士エリス（2012年10月23日 茜新社）

### 単行本未収録作品
- オレンジクラブ（雄出版）
  - ホール・イン・ガール（1997年2月号）
  - スタートライン（1997年3月号）
  - ヨロシク フレンド（1998年3月号）
  - 私からのプレゼント（1999年3月号）
- ファンタジィカクテル（富士美出版）
  - あぶないバースデイ（1997年2月号）
  - 元気を出して!（1997年3月号）
- コミックメガストアH（コアマガジン）
  - 美人秘所♥（2003年9月号）
  - ペロペロキャンディ（2003年10月号）
  - 姉妹丼どちらがお好き?（2003年12月号）
  - 私の秘密（2004年2月号）
- コミックメガストア（コアマガジン）
  - 世界一の宝物（2007年4月号）